# 三甲基胂
三甲基胂（英語：Trimethylarsine，简称TMA）是一种分子式为(CH3)3As（常缩写为AsMe3）的有机砷化合物。它是胂的衍生物，且是最简单的三烷基胂，具有类似大蒜的气味。早在1854年人们已经发现了这种化合物。

## 结构与合成
根据价层电子对互斥理论，三甲基胂的分子结构为三角锥形。分子中的As-C键平均长度为1.519 Å，C-As-C键角为91.83°。这个键角是一个强烈的迹象，表明了三甲基胂分子中的原子轨道如同胂一样，没有或仅有极弱的杂化，因此砷原子s轨道上的孤对电子嵌在3s轨道中，而不是像三甲胺的孤对电子一样由于sp3杂化而裸露在外。
三甲基胂可以通过三氧化二砷与三甲基铝反应制得：
As2O3  +  1.5 [AlMe3]2  →   2 AsMe3  +  3/n (MeAl-O)n

## 性质
三甲基胂具有自燃性，因为它能在空气中发生以下的放热反应，使其加热至燃点：
AsMe3  +  1/2 O2  →  OAsMe3（三甲基砷氧化物）
三甲基胂具有一定的毒性，不过它的毒性常常被过分夸大。

## 用途与重要性
三甲基胂在微电子学中被用作砷元素的来源之一。在化学上它则被用于制取其他有机砷化合物，及作为配位化学研究中的配体。
土壤和岩石中的一些微生物能够作用于无机砷元素，并向大气中释放副产物三甲基胂。极少量的（ppm级）三甲基胂曾被发现于德国、加拿大和美国一些地方的填埋气中，并且是其中最主要含砷化合物。

## 毒性
在19世纪及20世纪初，人们曾认为一些室内中毒事件是由微生物产生的一种与颜料中的砷元素有关的气体导致的。1893年，意大利医生巴托罗密欧·高西欧发表了他的一份研究报告，将它认为引起中毒的气体命名为“Gosio gas”，这种气体后来被证明含有三甲基胂。事实上，在潮湿的环境下，霉菌短帚霉通过含砷颜料（特别是曾用于室内墙纸上色的巴黎绿和謝勒綠）的甲基化的确能够产生大量的三甲基胂。不过，后来的研究显示三甲基胂的毒性很小，因此不可能是导致19世纪时是几起严重中毒及死亡事件的化学物质。